# Peter Puluj
Peter Puluj (* 17. September 1930 in Prag; † 24. November 2017) war ein österreichischer Kameramann.

## Leben und Wirken
Der Ingenieurssohn besuchte die Gewerbeschule und erhielt anschließend im Filmstudio seines Vaters in Linz eine praktische Ausbildung zum Kameramann. Er begann mit 26 Jahren Märchenfilme zu fotografieren und war nebenbei auch als Regieassistent (z. B. bei Tischlein deck dich) aktiv. Puluj hatte seit den 50er Jahren auch Kultur- bzw. Dokumentarfilme fotografiert. Im Jahr 1965 führte er die Kamera bei Jan Švankmajers Kurzfilm Spiel mit Steinen.
Puluj führte in Leonding, wo er seit 1970 lebte, die Firma Puluj Filmproduktion (ehemals Froschberg Filmstudios), welche Auftragsfilme produzierte. Daneben unterrichtete er an der Kunstuniversität Linz und filmte für den ORF.

## Filmografie
- 1956: Tischlein deck dich
- 1956: Die Heinzelmännchen (Kameraassistenz)
- 1957: Der Wolf und die sieben Geißlein
- 1959: Die Bremer Stadtmusikanten
- 1965: Spiel mit Steinen
- 1968: Picknick mit Weismann

## Auszeichnungen
- 2005: Ehrenzeichen der Stadt Leonding[4]
- 2007: Kulturmedaille der Stadt Linz[3]